# 전이한철필 어해도병
전이한철필 어해도병(傳李漢喆筆 魚蟹圖屛)은 서울특별시 종로구 서울역사박물관에 있는 조선시대의 병풍이다. 2005년 9월 5일 서울특별시의 유형문화재 제170호로 지정
되었다.

## 개요
괴석(怪石)과 함께 잉어, 쏘가리, 붕어, 메기, 가자미, 게, 새우 등의 어해류(魚蟹類)가 정교한 필치와 짙고 옅은 먹의 뛰어난 농담효과에 의해 매우 사실적으로 묘사되어 있는 그림이다. 10帖 병풍 좌우 1帖에 전서(篆書)로 쓴 발문(跋文)이 있고, 그림은 8첩에 연첩으로 그려져 있다. 단폭(單幅)에 그려진 어해도(魚蟹圖)는 많으나 이 그림처럼 8첩 평면 전체에 걸쳐 그린 어해도는 그리 흔치 않다.
이 그림에서 화가는 화폭 전체를 앞에 두고 화면의 윗쪽과 왼쪽 하단, 그리고 오른쪽 하단에 괴석을 배치하여 전체적으로 어해(魚蟹)를 감싸듯 하였지만 화면의 오른쪽 위로는 공간을 열어놓음으로써 답답하지 않은 호쾌한 구성의 妙를 보여준다.
이러한 화면 전체를 무대로 하여 잉어, 쏘가리, 붕어, 메기, 가자미, 게, 새우 등 여러 종류의 물고기들이 유영하고 있는데, 어떤 것은 빙그르르 돌고 있고 어떤 것은 지느러미를 양
쪽으로 쭉 편 채 아래로 내려꽂듯이 헤엄치고 있는 모습을 하고 있다. 조그만 물고기가 큰 물고기를 따라 가고 있는 장면도 있고 서로 랑데부를 하고 있는 물고기의 모습도 그려 넣어 화면이 생동감 있게 표현되었다.
성재 김태석(惺齋 金台錫, 1875년～1953년)이 기유년(己酉年, 1909년 추정)에 쓴 발문(跋文)에는 이한철(李漢喆, 1808년～1893년 이후)이 그린 어해도라고 적혀 있으나 화면에는 작가의 관서(款署)나 도인(陶印)이 보이지 않는다. 발문을 쓴 사람이 김태석인 것은 좌측 발문 말미에 찍혀있는 ‘태석지인(台錫之印)’이란 백문방인(白文方印)과 ‘성재(惺齋)’란 주문방인(朱文方印)으로 알 수 있다.
발문을 쓴 김태석은 구한말의 서화가로 전서(篆書)․예서(隸書)․전각(篆刻)에 뛰어났고 구한말 문사들과도 넓게 교유하고 중국에 갔을 때 원세개(袁世凱)의 옥새를 새겼으며 그의 서예고문을 지냈을 정도로 저명했을 뿐 아니라 그가 20세 무렵까지도 이한철은 생존해 있었기 때문
에 작가의 관서(款署)나 도인(圖印)은 없지만 이 작품을 이한철의 작품으로 간주해도 무리는 없을 것 같다.
대략 19세기말(1879년 경) 제작된 것으로 추정되는 이 그림은 짙은 먹과 옅은 먹의 농담의 교묘한 변화와 물고기들의 동작을 통해 화면 전체에서 리듬감이 연출되어 있는 뛰어난 작품이다.
조선 말기 어해도(魚蟹圖)를 대표할 수 있는 대작으로 병풍의 크기도 제법 커서 전시효과가 좋으며 화폭의 상태도 양호하다.

## 참고 자료
- 전이한철필 어해도병 - 국가유산청 국가유산포털